# Stylaster tenisonwoodsi
Stylaster tenisonwoodsi är en nässeldjursart som beskrevs av Stephen D. Cairns 1988. Stylaster tenisonwoodsi ingår i släktet Stylaster och familjen Stylasteridae.
Artens utbredningsområde är Indiska oceanen. Inga underarter finns listade i Catalogue of Life.